# カンタベリーのアウグスティヌス
カンタベリーのアウグスティヌス（Augustinus Cantuariensis, 534年11月13日 - 604年5月26日か605年）はイングランドへのキリスト教布教で知られる7世紀の司教。初代カンタベリー大司教。正教会・カトリック教会・聖公会で聖人。

## 概説
アウグスティヌスは聖アンドレアス修道院長であったが、教皇グレゴリウス1世の命により約40人の修道士とともに596年にイギリスへ布教のために派遣された。597年、ケント王国の王エゼルベルトに布教の許可を求め、カンタベリーに居住することと説教の自由を認められた。
その年に初代カンタベリー司教に任ぜられ、クリスマスまでに約1万人のイングランド人に洗礼を施したという（グレゴリウス1世の書簡より）。翌年にカンタベリー大司教に叙階される。601年、聖マルティンを記念してカンタベリーに建設されていた教会を復興し、カンタベリー東方には後に聖アウグスティヌス修道院として知られる建物を建立。602年、南ウェールズに司教と司祭を招集し、復活祭の日をローマの基準にあわせるよう勧告し、ウェールズの7人の司教とバンゴール・イス・コウド修道院から派遣された聖職者の反抗を受けている。
カンタベリーのアウグスティヌスは、ローマ式典礼を導入するとともに、イングランドの国情・習慣を尊重し、性急に改革を導入しないというカトリック的折衷主義を採用していたといわれる。これは彼がたびたび書簡をやりとりしたグレゴリウス1世の指導によるもので、すでにイングランドにある程度浸透していたケルト教会の影響を考慮した政策であった。その他、司教の叙階の方法・ケルト人司教との交渉・洗礼の規定など細かい点で、アウグスティヌスが大教皇グレゴリウスの教えを仰いでいたことは、ベーダの『イギリス教会史』に詳述されている。